# 蚕叢
蚕叢（さんそう）は、古代の蜀にあった古蜀を建国したとされる人物。

## 概要
華陽国志に記述が見える。蜀侯であったという。周王が衰退してから最初に王を名乗った。
蚕叢が死ぬと、石棺と石槨が作られたため蜀の人もこの習俗に従うようになったという。目が縦であったとされ、以降人々は石棺と石槨の墳墓を縦目人塚というようになったという。

## 三星堆遺跡との関連

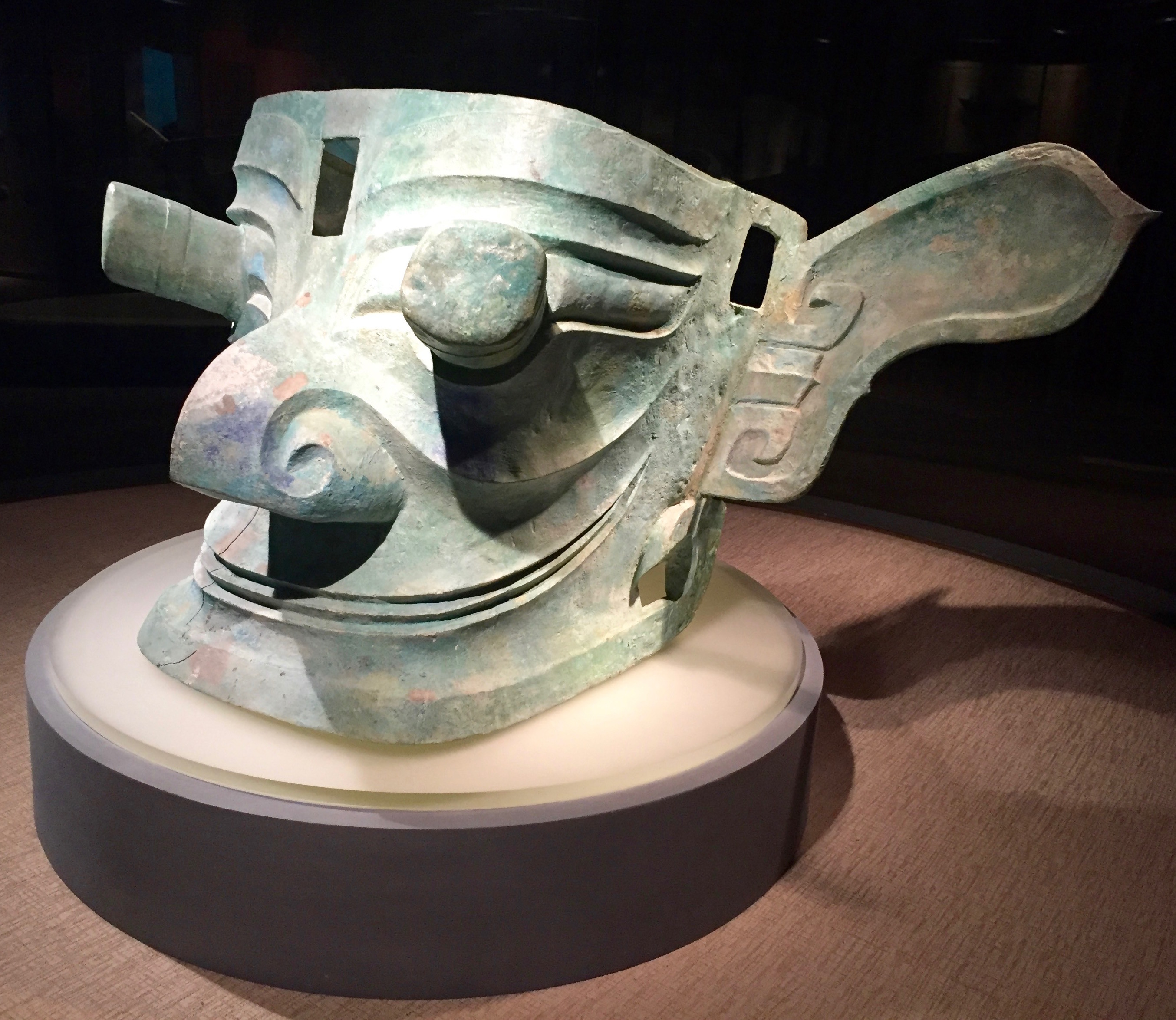
青銅縦目仮面

華陽国志は初代古蜀王の目が縦など突飛な記述から空想の産物だと長らく思われていた。しかしながら三星堆遺跡から出土した青銅縦目仮面が蚕叢の記述に合致し縦目であったことから、事実とみなされ、見直されて古蜀が現実に存在したと考えられるようになった。ただし、詳細はほとんど明らかになっていない。